# JeruZalem
JeruZalem (Apocalipsis en Jerusalén en Hispanoamérica) es una película de terror israelí dirigida por Doron Paz y Sara Escobar y protagonizada por Danielle Jadeyln, Yon Tumarkin, Yael Grobglas y Tom Graziani. Su estreno mundial fue el 7 de julio de 2016.

## Argumento
La película inicia con la cita Jeremías 19 del Talmud: "Hay tres puertas hacia el infierno. Una en el desierto, una en el océano y una en Jerusalén".
En 1972, dos sacerdotes son llamados por una asociación para grabar un extraño evento en Jerusalén. Se revela que sacerdotes judíos, musulmanes y cristianos fueron llamados para realizar un exorcismo a una mujer que supuestamente murió tres días antes. Su hijo afirma que ella estaba tranquila al principio, pero luego se volvió violenta, hiriendo a su esposo. Después de varios intentos fallidos al tratar de curarla, se dan cuenta de que el mal dentro de ella es demasiado fuerte por lo que los sacerdotes deciden que no tienen otra opción que matar a la mujer. En el último instante, la mujer suelta un grito demoníaco mientras le brotan unas alas de demonio, justo antes la mate con un derringer.
En el presente, las jóvenes estadounidenses Sarah Pullman (Danielle Jadeyln) y Rachel Klein (Yael Grobglas) planean un viaje a Tel Aviv. El padre de Sarah, Howard (Howard Rypp), le ha regalado a su hija unas Google Glass que graban todo lo que está ocurriendo y que son utilizados por Sarah durante toda la película (al estilo cámara en mano) . El padre de Sarah deja a las chicas en el aeropuerto, y en el avión rumbo a Tel Aviv se encuentran con el estudiante Kevin Reed (Yon Tumarkin). Kevin está fascinado por la mitología religiosa (especialmente el ángel oscuro, el Golem y los muertos vivientes o zombies). Él sugiere que Rachel y Sarah se unan a él en su viaje a Jerusalén, y menciona que quiere pasar el Yom Kipur allí. Sarah se enamora de Kevin y convence a Rachel de ir con él a Jerusalén.
El grupo llega a Jerusalén y, en su camino al hotel, se encuentran con un local vestido como el Rey David (Itzko Yampolski). En el hotel, el grupo conoce al musulmán Omar (Tom Graziani) y a su padre, Fauzi (Fares Hananya). Mientras Rachel comienza un romance con Omar, Kevin y Sarah se acercan más. Por la noche, un niño le roba la bolsa a Sarah, aunque Rachel la invita a ir a una fiesta con Kevin y Omar. En el camino a la fiesta, el grupo se vuelve a encontrar con el Rey David, quien les advierte que abandonen la ciudad antes de Yom Kipur porque será peligroso, pero los amigos creen que está loco. En la fiesta, el grupo conoce a dos soldados israelíes llamados Yehuda (Yoav Koresh) y Tomer (Ori Zaltzman) quienes les invitan unas bebidas. Luego de que Kevin accidentalmente insulta al recién fallecido hermano de Sarah, Joel (Steven Hilder), ella abandona la fiesta molesta y se dirige nuevamente al hotel. Kevin la sigue y se disculpa. Finalmente ambos tienen relaciones sexuales en la habitación de Kevin. 
Los cuatro amigos deciden disfrutar su tiempo en Jerusalén yendo a fiestas y recorriendo la ciudad. Cuando el grupo visita el Muro Occidental, Sarah desea que su hermano Joel regrese. Tan pronto como ella pone el papel con su deseo en el Muro Occidental, una bandada de pájaros negros sobrevuela el lugar. El grupo visita las Canteras del Rey Salomón. Allí Kevin observa dibujos en las paredes, se siente nervioso, y se va a investigar los dibujos en los archivos de la ciudad. Mientras Sarah se une a él, Rachel y Omar se quedan en las canteras. Después de investigar, Kevin le advierte a Sarah que abandone la ciudad, porque después de este día no habrá un mañana. Sarah también piensa que hay algo extraño, pero Rachel se niega a irse.
Kevin insiste en abandonar Jerusalén, pero Omar y su padre creen que Kevin está loco y lo envían a un asilo mental. Más tarde, en la noche, Sarah es testigo de cómo unos aviones militares (de Rusia, China y Catar) bombardean varias partes de la ciudad. Los medios lo reportan como un posible ataque terrorista y recomiendan que los habitantes abandonen Jerusalén. Sarah intenta sacar a Kevin del asilo, pero Rachel, Omar y su padre son escoltados por Yehuda y Tomer, quienes se niegan a detenerse e insisten en mantenerse en movimiento. Sarah convence a Yehuda y Tomer de ayudarla a liberar a Kevin mientras Rachel, Omar y su padre se dirigen con el resto de los habitantes a los muros de la ciudad. Por desgracia, Yehuda y Tomer abandonan a Sarah en el asilo. Sarah logra encontrar a Kevin y busca las llaves de su celda en otra habitación y observa cómo un demonio alado camina por la ventana. Sarah se esconde debajo de una mesa, donde descubre al Rey David escondido, quien le revela que es el hijo de la mujer poseída mostrada al inicio de la película. El Rey David escapa del lugar dejando sola a Sarah, quien es atacada por el demonio, pero afortunadamente ella logra escapar con las llaves de la celda de Kevin.
Luego de liberar a Kevin, ambos escapan del asilo junto al Rey David y son testigos de cómo un Golem gigante cruza por los edificios de la ciudad. Los tres andan en bicicleta por los callejones de la ciudad y se reúnen con Rachel, Omar y su padre en los muros de la ciudad. Sin embargo, los muros de la ciudad están cerrados y Jerusalén está bajo cuarentena. Quien intenta escapar de la ciudad es brutalmente fusilado. El Rey David no escucha las advertencias y no se aleja de los muros de la ciudad, por lo que es asesinado de un disparo en la cabeza. El grupo no quiere renunciar a su huida, y el padre de Omar sugiere escabullirse a través de las cuevas submarinas que él conocía cuando era niño. El grupo se encuentra nuevamente con Yehuda y Tomer, quienes se unen a ellos en su huida. En el camino, el grupo descubre que Jerusalén está siendo atacada por demonios voladores que atacan a las personas, los muerden, los drogan, los abusan sexualmente o arañan para infectarlos y volverlos demonios, y comen carne humana. Kevin cree que las puertas al infierno se han abierto. Pronto, Sarah se da cuenta de que Rachel ha sido infectada (tras el anterior ataque de uno de los demonios). Kevin le advierte a Sarah que la condición de Rachel es contagiosa y que eventualmente ella cambiará y los atacará. Sarah y Kevin deciden llevar a Rachel con ellos y hacerla ver a un médico una vez que logren escapar de la ciudad. Yehuda y Tomer se dan cuenta del estado de Rachel y la apuntan con sus armas preparados para matarla. Sin embargo, un demonio aparece y ataca a Tomer, abriéndole el estómago y matándolo. El resto escapa hacia las cuevas.
En las cuevas, la condición de Rachel empeora. Ella se transforma, sus ojos se vuelven de color negro y asesina a Yehuda golpeándole repetidas veces la cabeza contra el suelo. Los demonios aparecen y comienzan a atacar al grupo y en el caos se separan. Sarah se cae y es atacada sexualmente por un demonio, Rachel recupera el control sobre sí misma, salvando a Sarah y ayudándole a correr. Rachel empieza a sucumbir ante la infección, ella lanza un grito demoníaco y le brotan unas alas de demonio, pero en el último instante, se suicida disparándose en la cabeza con el arma de Yehuda. Sarah agarra la espada de una estatua y avanza por la oscura cueva mientras trata de evitar a los demonios, pero accidentalmente mata al padre de Omar al clavarse la espada en el cuello tras confundirlo con un demonio. Cuando Omar se da cuenta de lo que pasó, se suicida con una pistola, dejando a Sarah y a Kevin solos. Ambos se encuentran con un demonio de alas negras que resulta ser el hermano de Sarah, Joel, quien volvió a la vida. Joel los conduce a la salida de la cueva y desaparece en la oscuridad. Sarah y Kevin logran salir de la cueva a las afueras de la ciudad, donde Sarah se da cuenta de que tiene muchos arañazos similares a los de Rachel en sus piernas y brazos. Ella se convierte en un demonio y vuela en el aire, mientras Kevin la observa en shock. Miles de demonios son vistos volando por encima de una destruida Jerusalén mientras helicópteros militares rodean la escena y los incendios queman toda la ciudad.

## Reparto
- Danielle Jadelyn como Sarah Pullman.
- Yael Grobglas como Rachel Klein.
- Yon Tumarkin como Kevin Reed.
- Tom Graziani como Omar.
- Fares Hananya como Fauzi.
- Yoav Koresh como Yehuda.
- Ori Zaltzman como Tomer.
- Itsko Yampulski como el Rey David.
- Howard Rypp como Howard Pullman.
- Steven Hilder como Joel Pullman.

## Producción
JeruZalem es una película de terror de posesiones demoníacas/zombies. La gran Z en el título se refiere a la palabra "zombie". Doron Paz, Yoav Paz y Sara Escobar escribieron y dirigieron la película. Yael Grobglas, Danielle Jadelyn, Tom Graziani y Yon Tumarkin protagonizaron la película. El 10 de julio de 2016 fue presentada por primera vez en el Festival de Cine de Jerusalén. La película se estrenó en DVD y Blu-ray. JeruZalem fue filmado en Jerusalén. En la película se muestran algunos sitios históricos, arquitecturas antiguas y monumentos religiosos. Además, se proporcionan algunos antecedentes sobre estos sitios y arquitecturas. La película se inspiró en la cita del Talmud (Jeremías 19): "Hay tres puertas hacia el infierno. Una en el desierto, una en el océano y una en Jerusalén". Doron Paz y Yoav Paz también trabajaron como productores de la película. Ellos recaudaron la mayor parte con un presupuesto de 160.000 dólares. La película fue vendida a muchos países diferentes alrededor del mundo, entre ellos Estados Unidos, Reino Unido, Alemania, India, Japón, Francia, Venezuela y Filipinas.

## Secuela
Tras el éxito de la película en más de veinte festivales internacionales, los directores Doron y Sara y la productora Epic Group Pictures le han dado luz verde a la secuela de la película, que ya se encuentra en producción. 
JeruZalem 2 tendrá lugar diez años después de los eventos ocurridos en la primera película, cuando el ejército israelí ha logrado contener la puerta apocalíptica al infierno descubierto en la primera película colocando una cúpula de hormigón sobre la Ciudad vieja de Jerusalén. En esta ocasión, el protagonista será un hombre que intenta encontrar a su hija, que se ha unido a un culto religioso dentro de la cúpula justo cuando los demonios logran escapar y el apocalipsis vuelve a desatarse una vez más.
Doron, Sara y Yoav Paz se han mostrado interesados en usar la "realidad virtual" como complemento en la segunda parte, ya que no se usara el formato de cámara en mano usado en la primera película. "Difícilmente podríamos haber soñado con poder hacer una secuela", dijo Doron Paz sobre el éxito de JeruZalem. La película iba a estrenarse en 2020, pero debido a la pandemia de COVID-19, fue reprogramada para el 1 de enero de 2023 .